# 2008년 하계 올림픽 축구
제29회 하계 올림픽 축구 경기는 2008년 8월 6일부터 8월 24일까지 중화인민공화국에서 열렸다. FIFA에 가입된 회원국들은 남자부의 경우 23세 이하 대표팀을, 여자부는 국가대표팀을 출전시켜 대회를 진행하게 되었다. 남자 대표팀은 23세 초과인 선수를 세 명을 와일드 카드로서 출전시키도록 허용하였다.
올림픽 축구에는 남자부는 16개 팀이 진출해 있고, 여자부는 12개 팀이 토너먼트를 진행하게 된다. 올림픽 축구는 공식 개회식(8월 8일)이 열리기 이틀 전부터 시작되어 폐막일까지 진행된다.

## 경기장
축구 경기는 개최 도시인 베이징과 다른 네 도시에서 분산 개최된다.
| 도시     | 경기장                               |
| -------- | ------------------------------------ |
| 베이징   | 베이징 국가체육장                    |
| 베이징   | 노동자 경기장                        |
| 친황다오 | 친황다오 올림픽 스포츠 센터 스타디움 |
| 상하이   | 상하이 경기장                        |
| 선양     | 선양 올림픽 스포츠 센터 스타디움     |
| 톈진     | 톈진 올림픽 센터                     |

## 참가국

### 남자
| A조 - 아르헨티나 - 오스트레일리아 - 코트디부아르 - 세르비아 | B조 - 일본 - 네덜란드 - 나이지리아 - 미국 | C조 - 벨기에 - 브라질 - 중화인민공화국 - 뉴질랜드 | D조 - 카메룬 - 온두라스 - 이탈리아 - 대한민국 |

#### 메달
| 종목        | 금         | 은         | 동     |
| ----------- | ---------- | ---------- | ------ |
| 남자부 축구 | 아르헨티나 | 나이지리아 | 브라질 |

### 여자
| E조 - 아르헨티나 - 캐나다 - 중화인민공화국 - 스웨덴 | F조 - 브라질 - 독일 - 조선민주주의인민공화국 - 나이지리아 | G조 - 일본 - 뉴질랜드 - 노르웨이 - 미국 |